# Rhys Thomas (Rugbyspieler)
Rhys Muir Thomas (* 31. Juli 1982 in Johannesburg) ist ein ehemaliger walisischer Rugby-Union-Spieler. Er spielte als Pfeiler für die walisische Nationalmannschaft und unter anderem für die Scarlets.
Thomas begann seine Karriere beim Newport RFC, wo er zwei Spielzeiten aktiv war, bevor er zur regionalen Auswahl Newport Gwent Dragons wechselte. Sein Nationalmannschaftsdebüt gab er gegen Argentinien im Jahr 2006. Aufgrund von Herzproblemen kam er im folgenden Jahr nur selten zu Einsätzen. Als er wieder für Wales berücksichtigt werden sollte, verletzte er sich schwer und wurde so nur noch sporadisch eingesetzt.
Thomas verließ am Ende der Saison 2008/09 die Dragons und wechselte zu den Scarlets. Er hat dort einen mit £500.000 dotierten Drei-Jahres-Vertrag unterzeichnet.
Im April 2012 beendete Thomas seine aktive Rugby-Karriere aus gesundheitlichen Gründen, nachdem er sich einer schweren Herzoperation hatte unterziehen müssen.